# Sex (canção de Mötley Crüe)
Sex é uma música da banda de rock americana Mötley Crüe. Foi originalmente pensado para ser o primeiro single de seu pretendido décimo álbum de estúdio, mas foi refutado quando o baixista Nikki Sixx anunciou que não haveria outro álbum de estúdio antes do final de sua turnê final.

## Lista de faixas
| N.º | Título | Duração |  |
| 1.  | "Sex"  | 3:41    |  |

## Pessoal

### Membros
- Vince Neil : vocal principal
- Nikki Sixx : baixo
- Mick Mars : guitarras
- Tommy Lee : bateria

### Letra da música
- Tommy Lee: Compositor
- Mick Mars: Compositor
- James Michael: Compositor
- Nikki Sixx: Compositor